# Dominique Molknecht

Johann Dominik Mahlknecht, connu en France sous le nom de Dominique Molknecht, né le 13 novembre 1793 à Kastelruth (province de Bolzano), mort le 7 mai 1876 à Paris (7e arrondissement), est un sculpteur français d'origine autrichienne, originaire du Tyrol du Sud (autrichien à l'époque, aujourd'hui en Italie). Il est l'auteur de trois statues pédestres de Louis XVI datant des années 1820.

## Œuvres

### En France
Dominique Molknecht a travaillé à Paris, où il a sculpté plusieurs statues de l'église de la Madeleine, de l'hôtel du ministre des Affaires étrangères, de l'Hôtel des Invalides et celles de la façade de l'immeuble du numéro 14 de la rue Vaneau. 
Il a également œuvré à Nantes, notamment en 1825 sur les huit muses qui surmontent le théâtre Graslin, entre 1819 sur la statuaire des cours Saint-Pierre et Saint-André (Bertrand Du Guesclin, Olivier V de Clisson, Anne de Bretagne et Arthur III de Bretagne), et en 1823 sur la colonne de la place Maréchal-Foch, qui porte une statue représentant Louis XVI. 
Il est l'auteur de deux des quatre autres statues pédestres de Louis XVI encore présentes dans l'espace public en France :
- celle du Loroux-Bottereau (Loire-Atlantique), à l'office de tourisme (celle qui est placée sur le parvis de l'église du bourg est une copie) ;
- celle de Plouasne (Côtes-d'Armor), dans les jardins du château de Caradeuc.

À Rennes, on trouve une statue de Bertrand Du Guesclin dans le parc du Thabor (détruite en 1946) et une de l'amiral Dumont d'Urville.
À Rennes, au Palais du Parlement de Bretagne, une statue de l’avocat rennais puis parisien Pierre-Jean-Baptiste Gerbier (1725-1788) est installée en 1843. Cette statue ainsi que trois autres ont disparu en 1960 lors de travaux de rénovation.
À Condé-sur-Noireau, est érigée en 1846 une statue en bronze de Jules Dumont d'Urville qu'il a réalisée. Le 23 avril 1942, sous le régime de Vichy, elle est déboulonnée et fondue dans le cadre de la mobilisation des métaux non ferreux. Elle est reproduite en pierre, après la guerre par Robert Delandre.

Statues de Molknecht en France
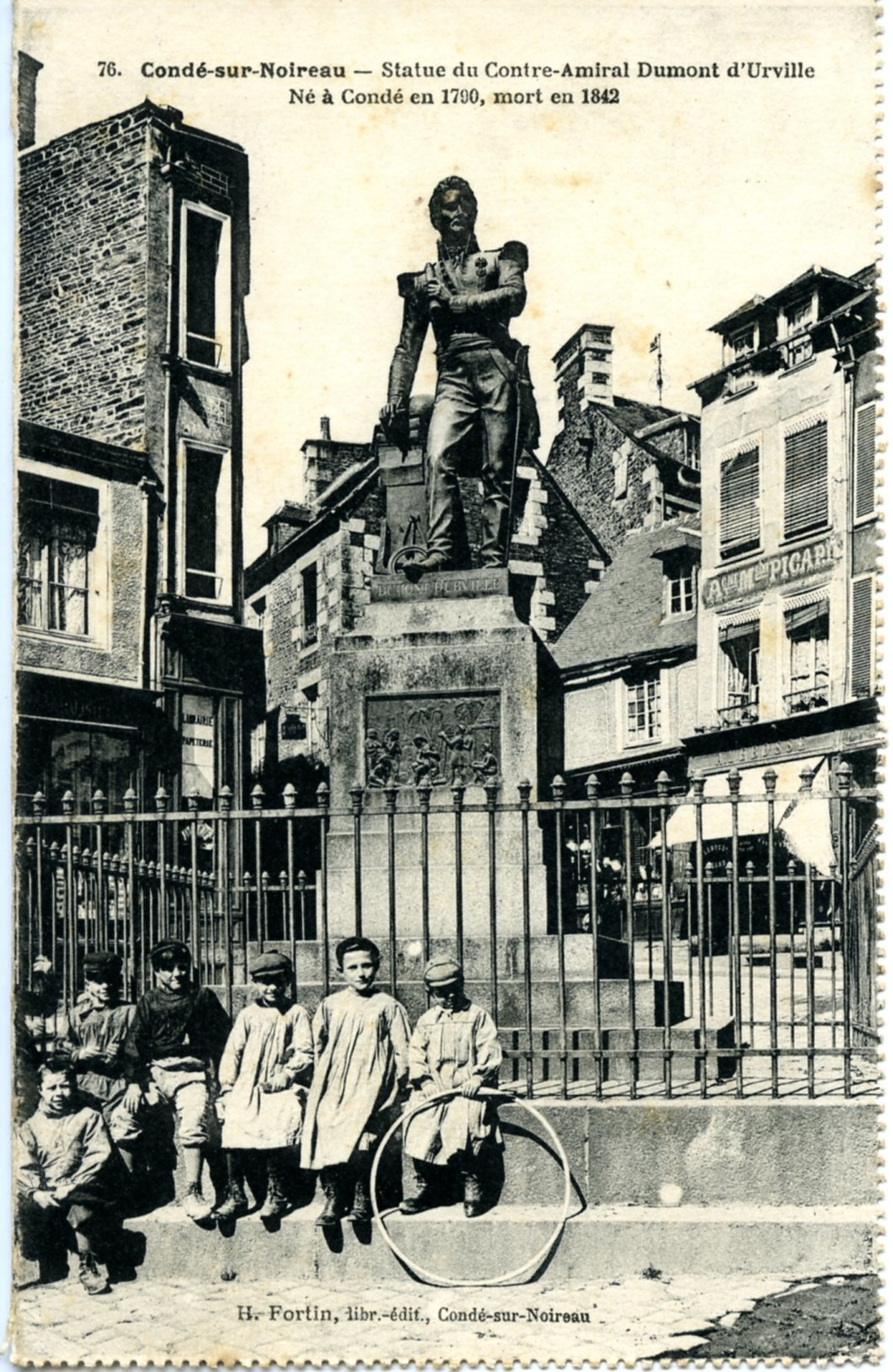
Statue de Jules Dumont d'Urville à Condé-sur-Noireau.
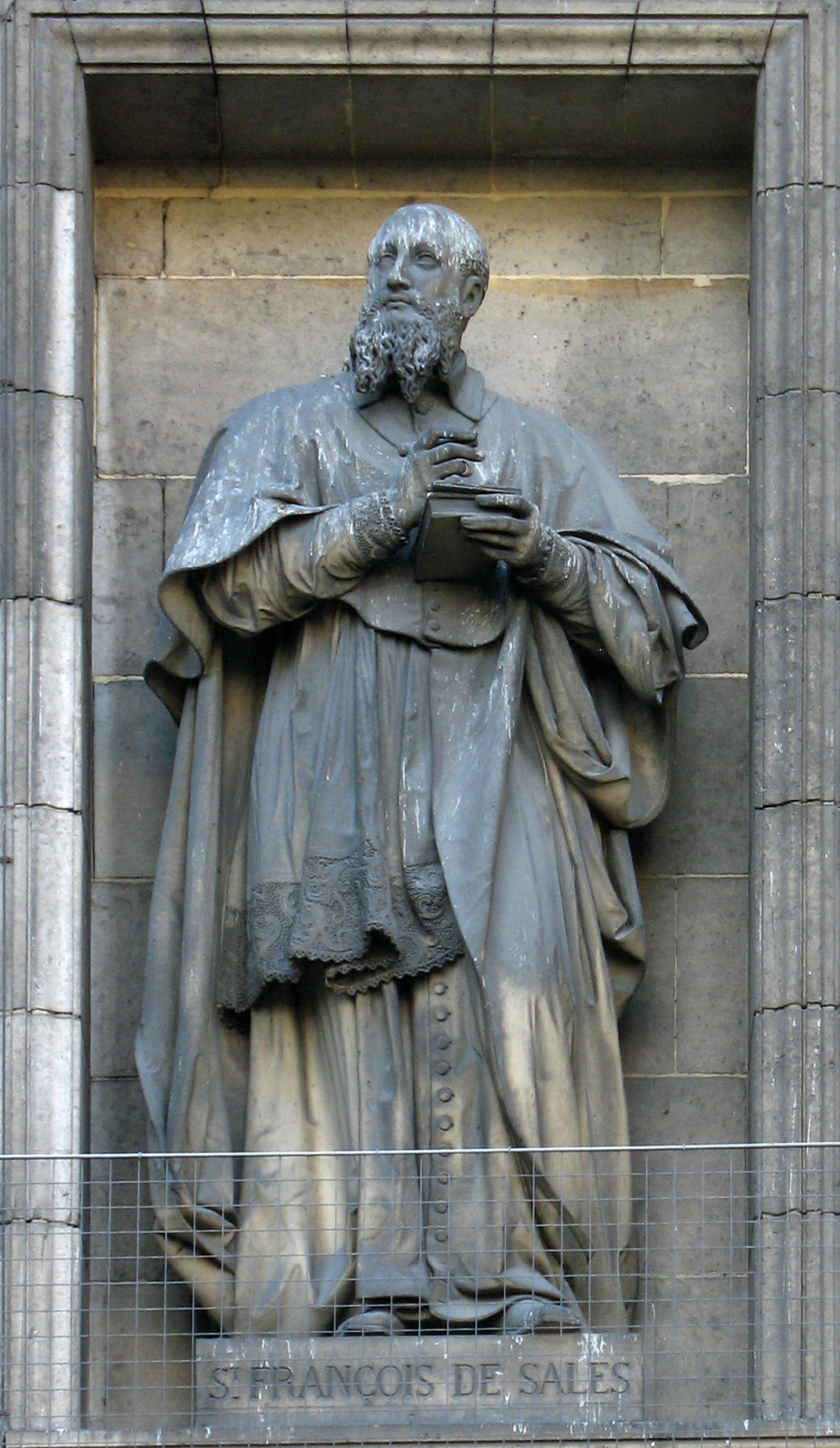
François de Sales à l'église de la Madeleine à Paris.

Statues de Molknecht à Nantes
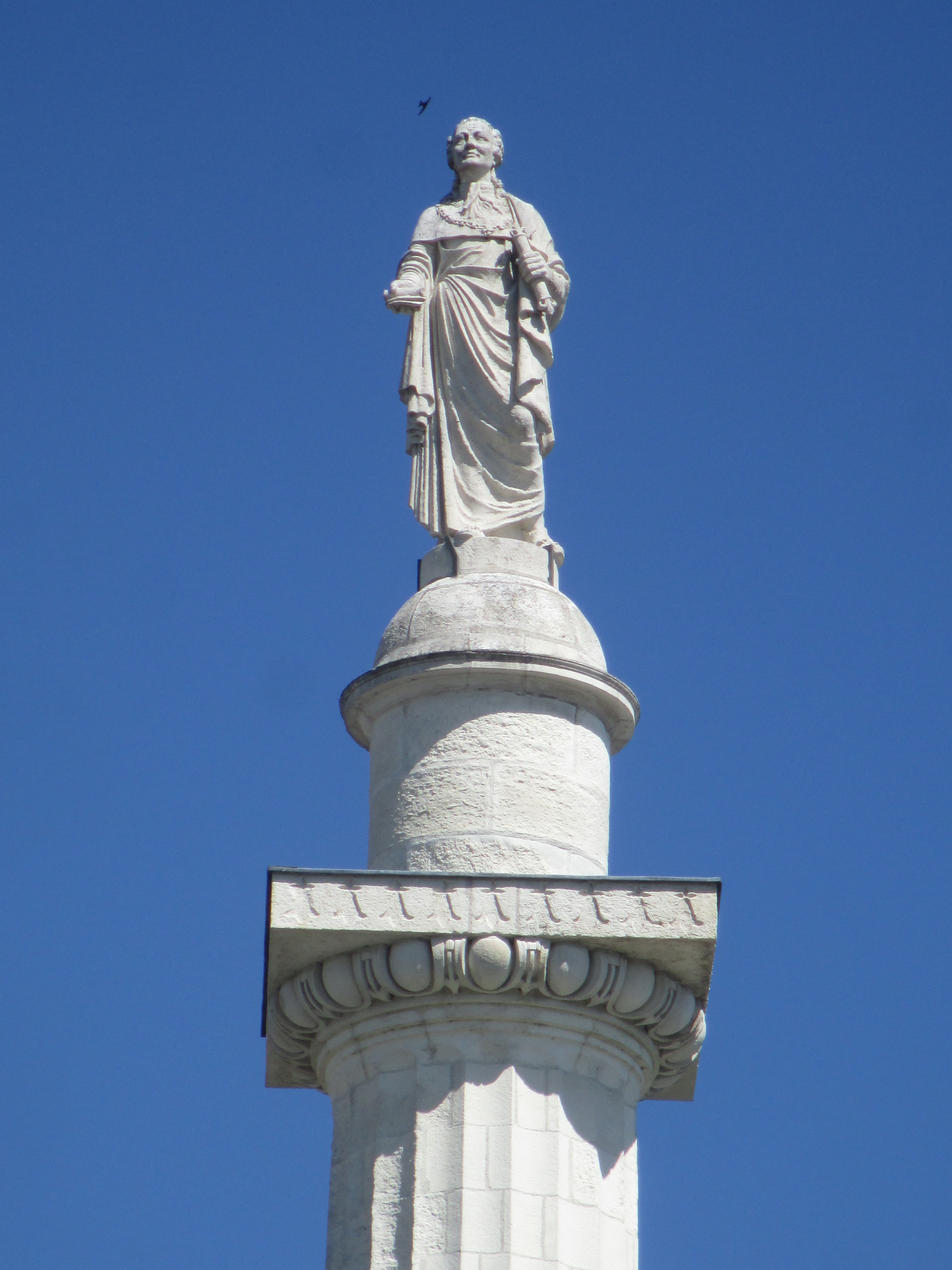
Détail de la Colonne Louis-XVI, 1823, refaite à l’identique en 1926.
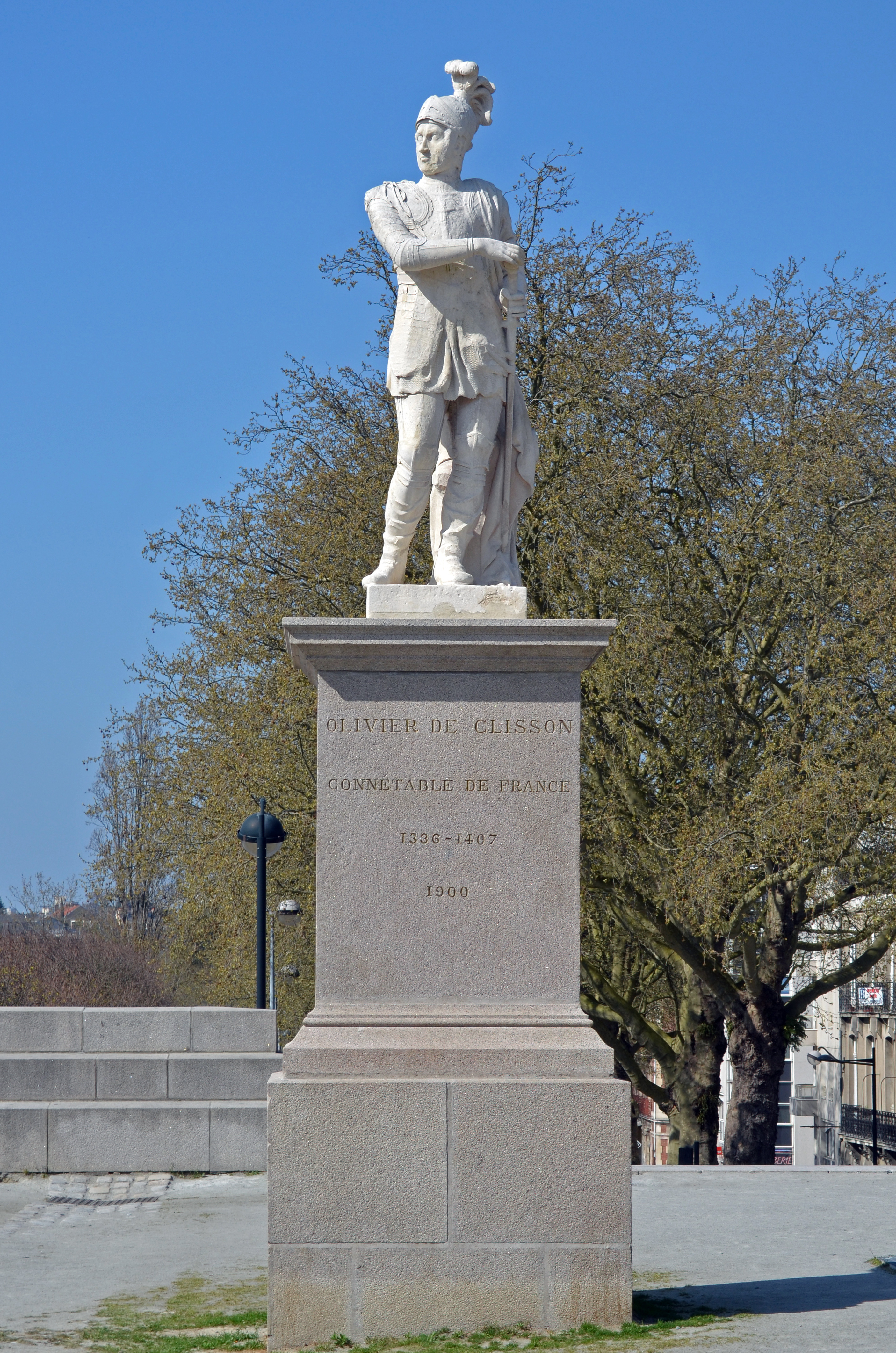
Olivier de Clisson
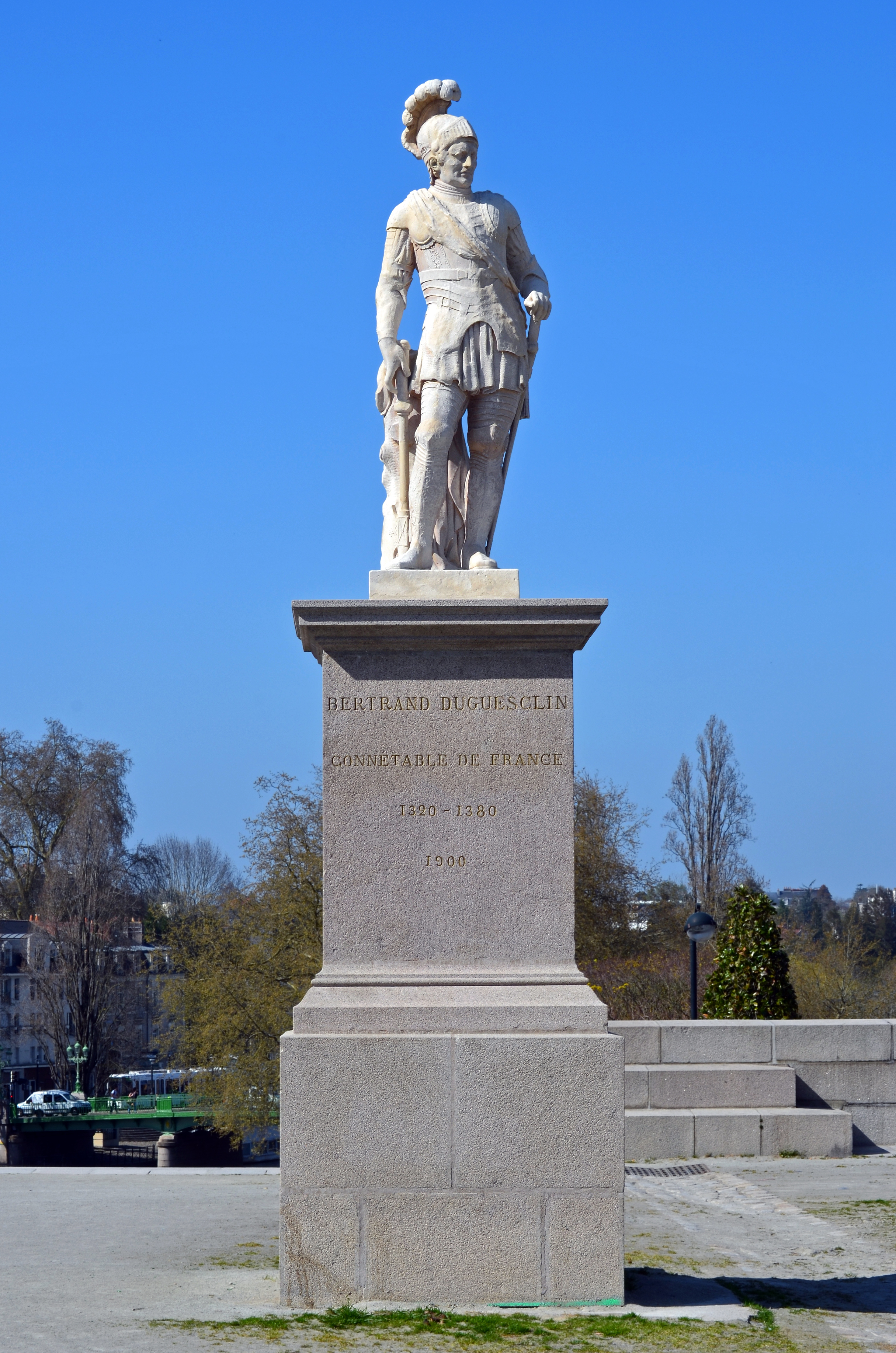
Bertrand Du Guesclin
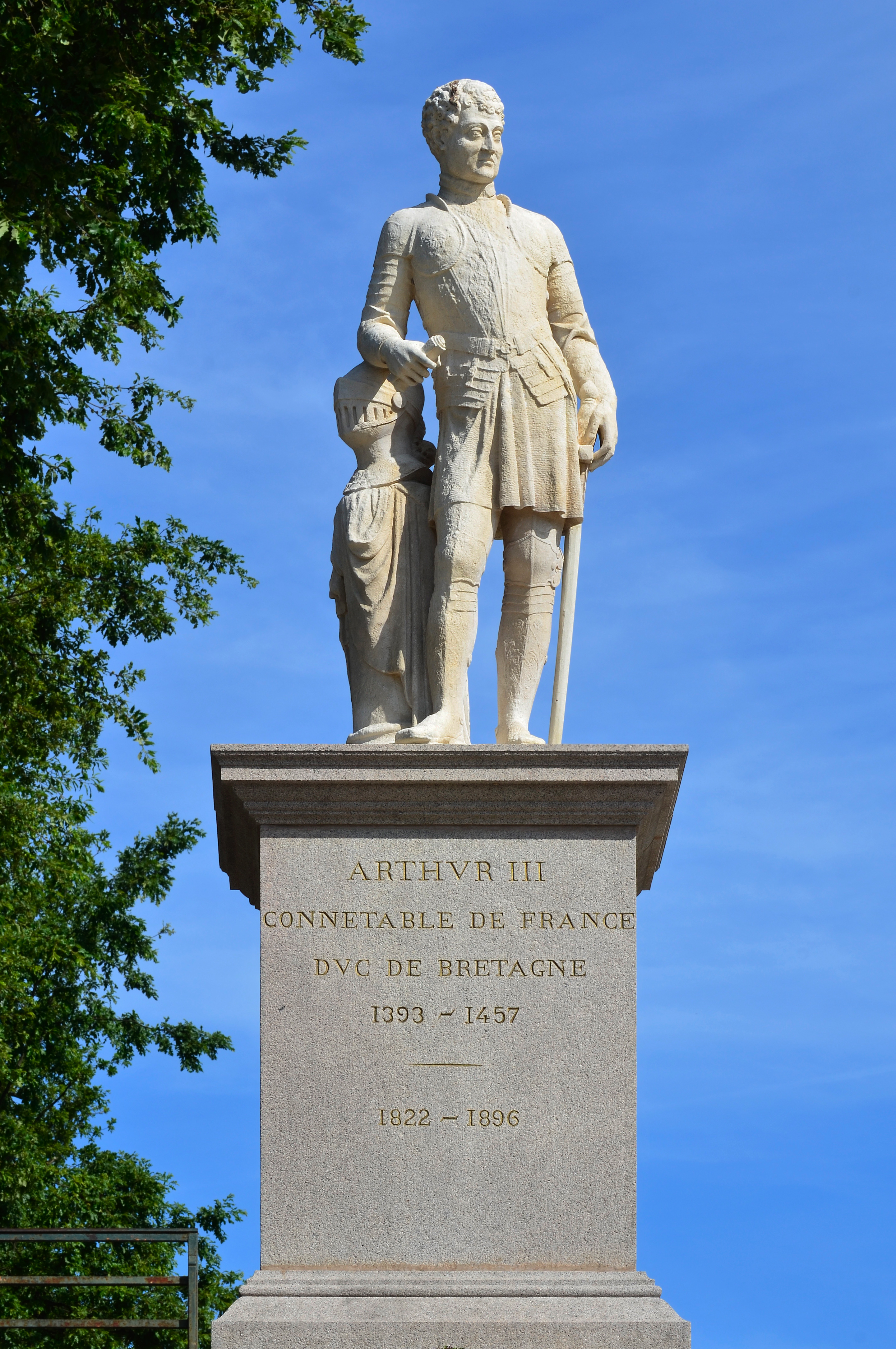
Arthur III
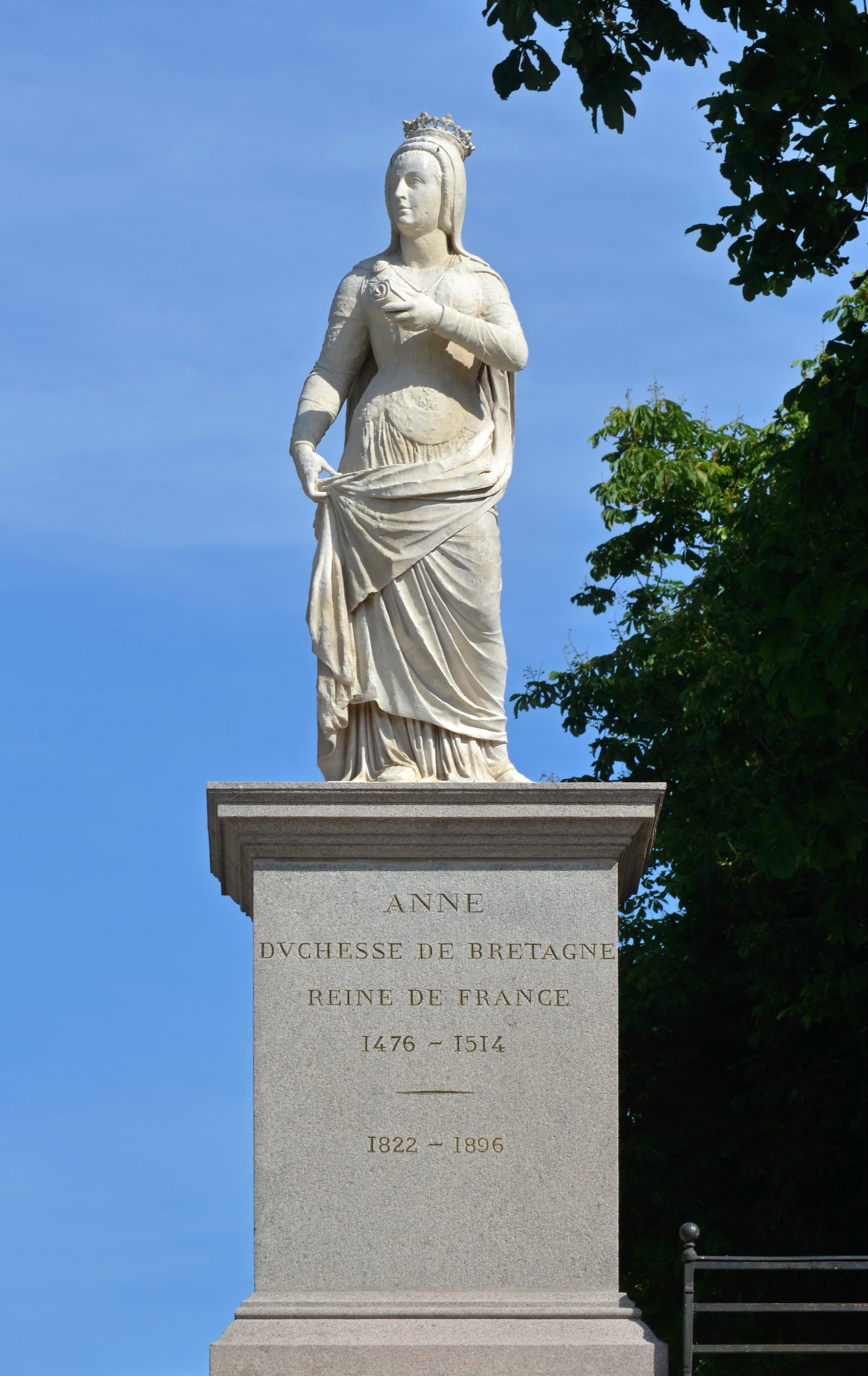
Anne de Bretagne
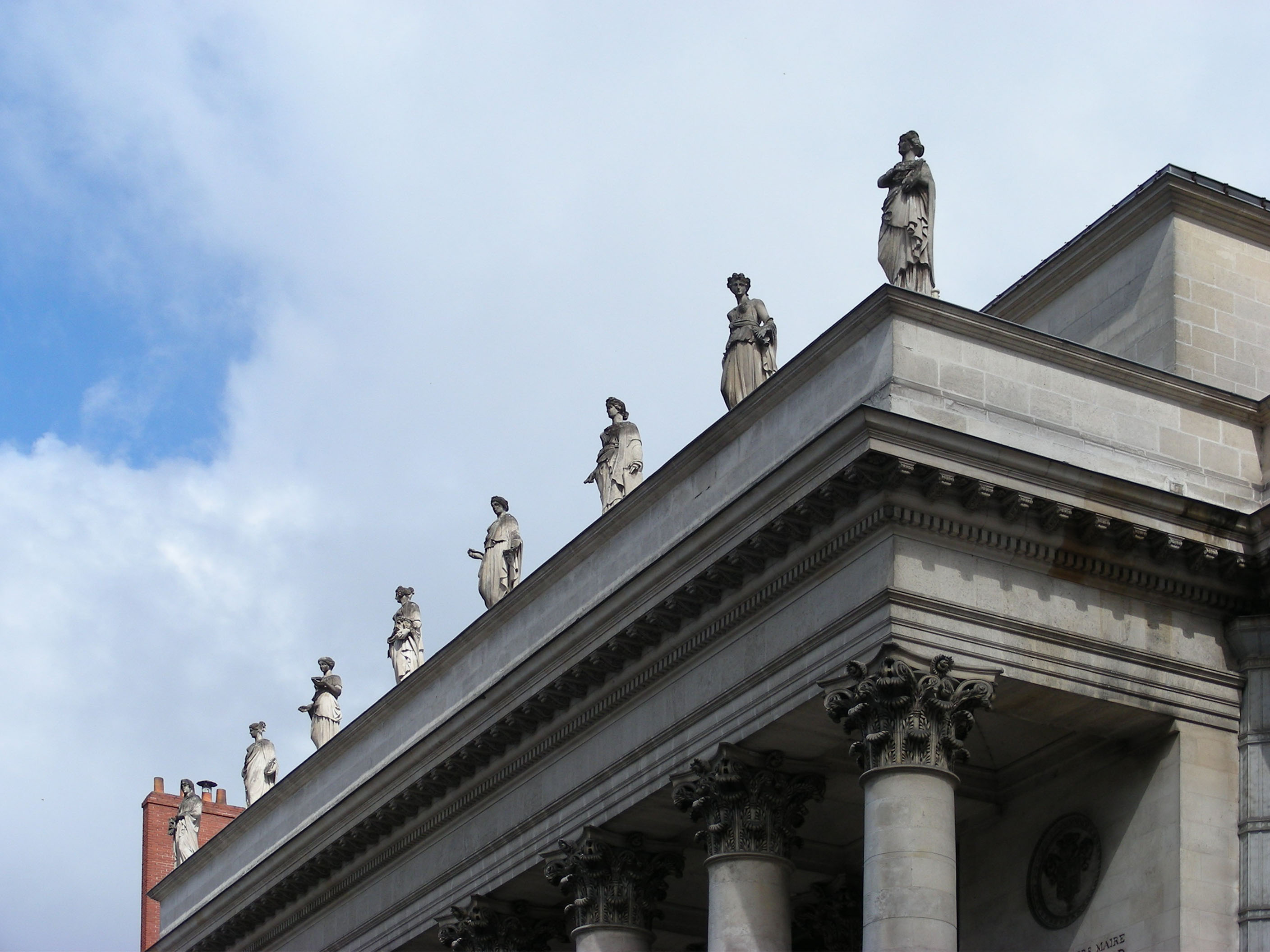
Les huit muses du Théâtre Graslin.

### En Italie
- Quatre statues d'Évangélistes dans l'église paroissiale de Sant'Ulrico et Épiphanie du Seigneur d'Ortisei, dans la province de Bolzano.

Les quatre Évangélistes d'Ortisei
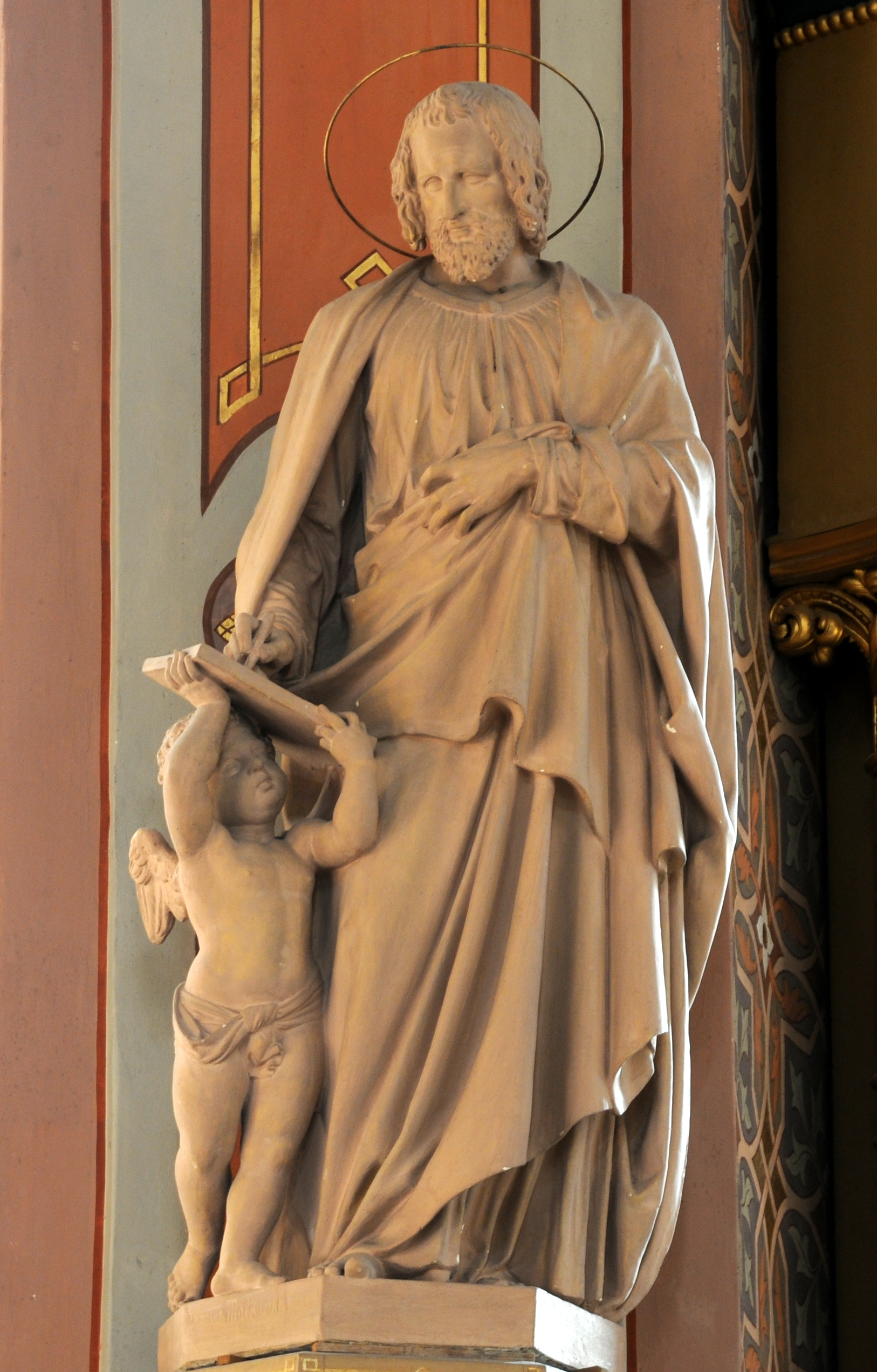
Statue de Saint Mathieu.
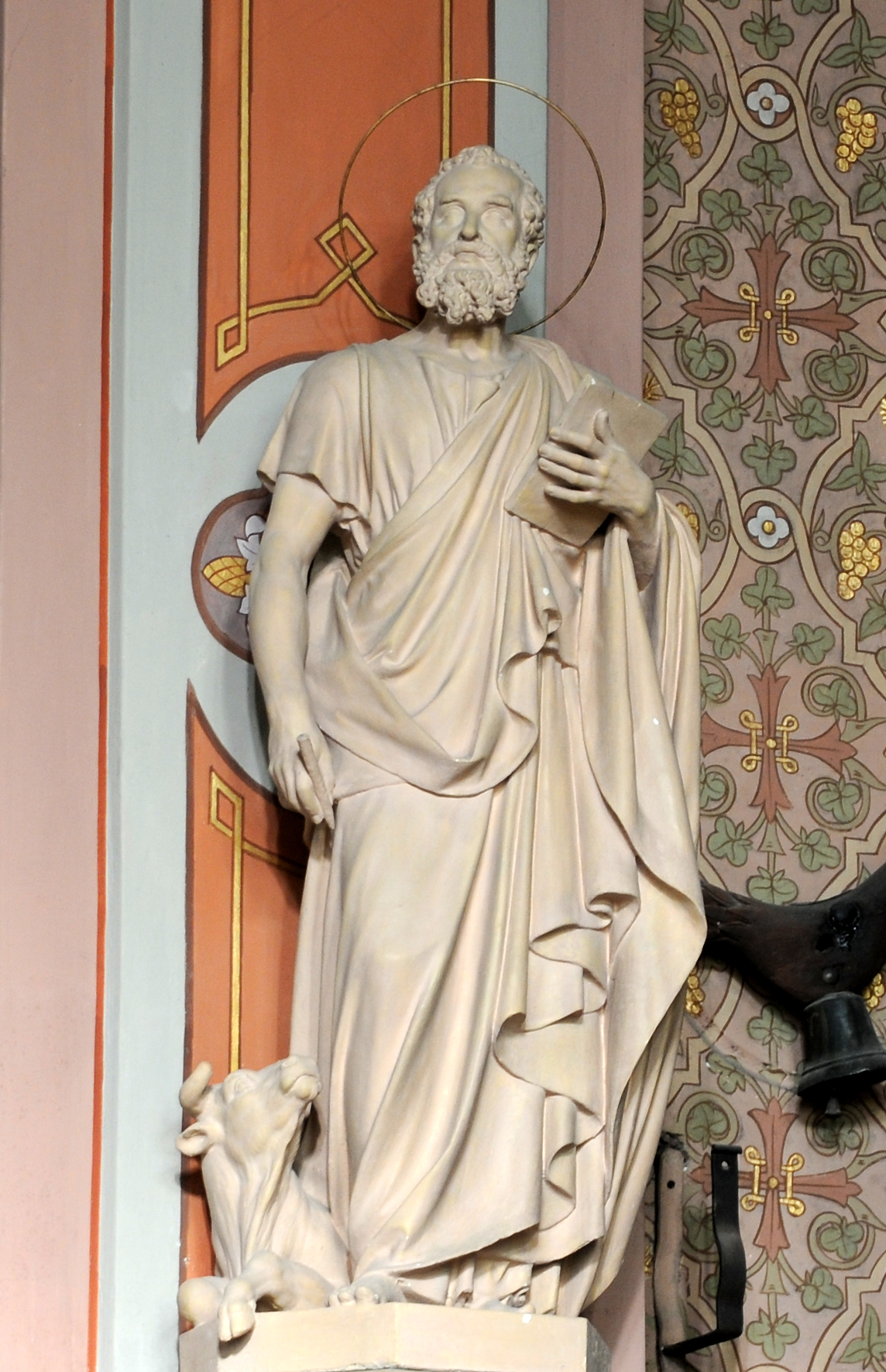
Statue de Saint Luc.
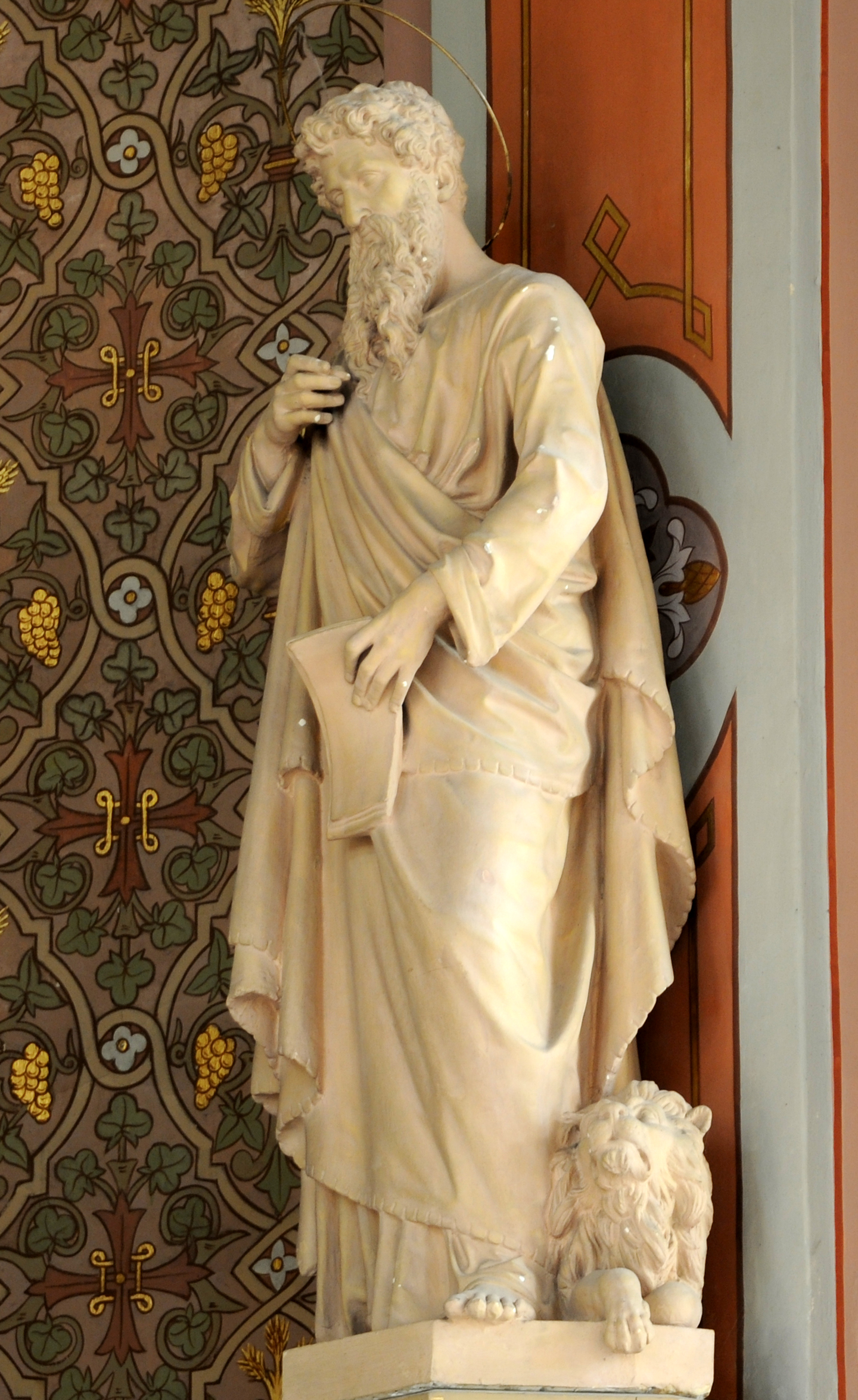
Statue de Saint Marc.
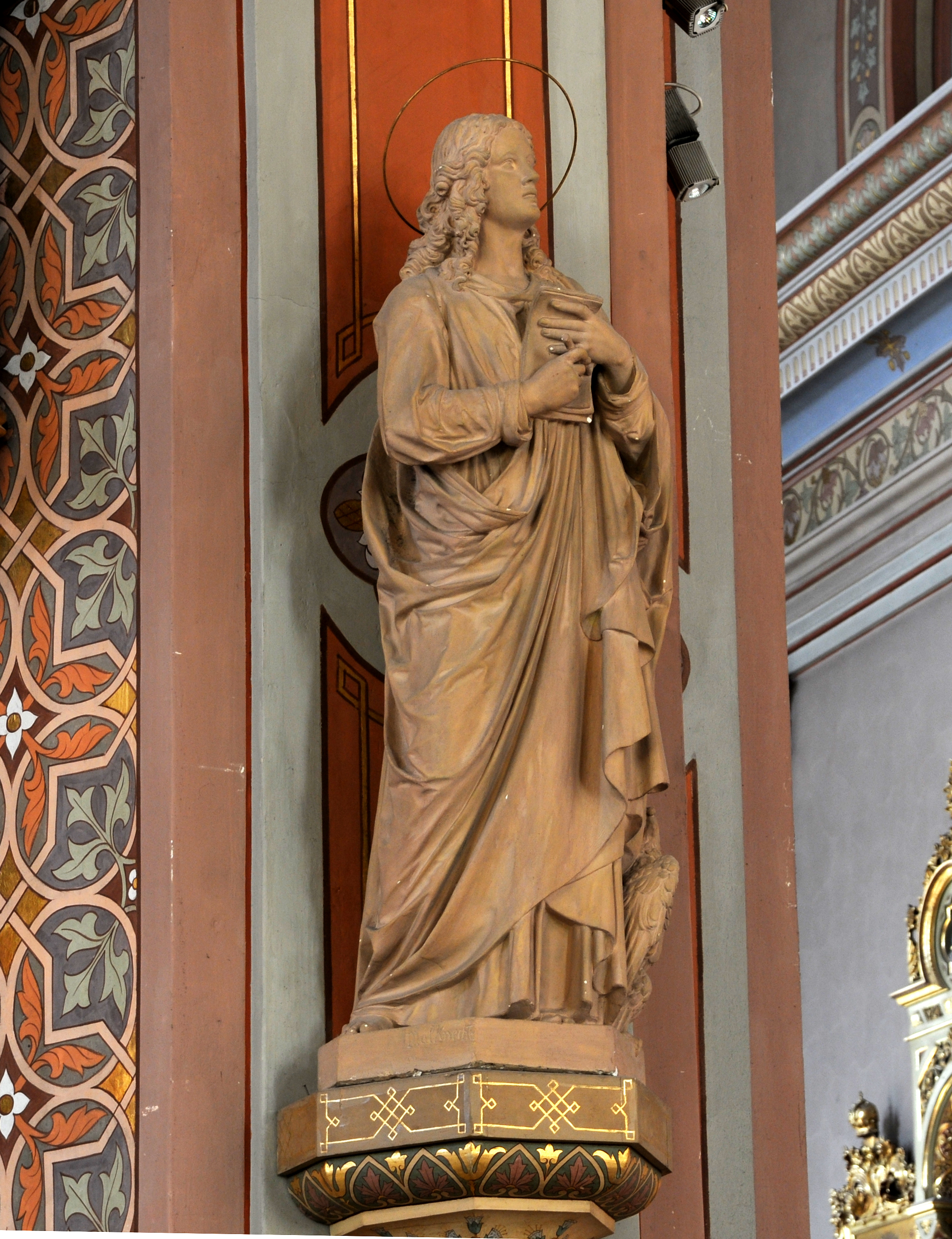
Statue de Saint Jean.

## Élèves
- Jean-Baptiste Barré
- Amédée Ménard